# Cogestión
La cogestión (inglés: co-determination) es una práctica en la cual los empleados tienen un papel fundamental en la dirección y gestión de la empresa. 
En la educación primaria empleados y padres forman parte del Consejo de Participación. Este consejo es elegido por todos los empleados y padres asociados con el colegio. En educación secundaria los estudiantes también forman parte del Consejo de Participación y son elegidos por los estudiantes del instituto.
La palabra es una traducción literal del alemán Mitbestimmung y los derechos generados en una cogestión difieren según el contexto legal. Las primeras leyes sobre cogestión aparecieron en Alemania en el sector del carbón y el acero. Desde 1974, una ley obliga a que toda empresa de más de 500 empleados tenga representación de los trabajadores en los órganos de dirección.